# Јесен у мојој улици
"Јесен у мојој улици" је српски филм из 2009. године, дебитантско остварење Милоша Пушића.
Филм је премијерно приказан на Филмском фестивалу „Cinema city“ у Новом Саду 10. јуна 2009. године.
Међународну премијеру филм је имао исте године, у главном програму Сарајево филм фестивала.

## Радња
Филм Јесен у мојој улици говори о Промаји (Филип Ђурић) и Кучету (Никола Спасојевић), двадесетогодишњацима који бесмислено проводе дан у једном од забачених предграђа Новог Сада. Тражећи новац да први пут после основне школе оду на море, проводе нас кроз подсвет Детелинаре и кроз слику дела друштва изгубљеног у транзицији. Упркос томе што све указује да ће ово бити још само један јесењи дан, на овом наизглед безазленом путу догодиће им се тренутак који ће заувек изменити њихове животе.

## Улоге
| Глумац             | Улога      |
| ------------------ | ---------- |
| Филип Ђурић        | Промаја    |
| Никола Спасојевић  | Куче       |
| Милица Трифуновић  | Милица     |
| Нађа Добановић     | Нађа       |
| Никола Илић        | Шанцица    |
| Јасна Ђуричић      | Цоба       |
| Борис Исаковић     | Недеља     |
| Јелица Бјели       | Бакица     |
| Новак Билбија      | машиновођа |
| Александар Ђурица  | Маре       |
| Никола Ристановски | коцкар     |

## Награде
- Специјална награда жирија у селекцији “Национална класа” фестивала Cinema City за представљање новог таласа у српској кинематографији.[4]
- Награда за најбољу фотографију фестивала Cinema City , Александру Рамадановићу.[4]